# PP-93
A submetralhadora PP-93 foi desenvolvida na década de 1990 no KBP Instrument Design Bureau em Tula como uma versão não dobrável da submetralhadora clandestina PP-90, para uso por unidades de segurança e aplicação da lei. Ela opera com base no princípio de blowback e possui boa controlabilidade de disparo totalmente automático.

## Operadores
- Rússia: Usada por unidades de resposta rápida da polícia de choque (OMON[2]) e algumas outras unidades do Ministério do Interior[3][4]
- Bielorrússia: Usada pelas forças especiais[5]
- Mongólia: Usada pelas forças especiais[6]